# Venda Nova (região de Belo Horizonte)
Venda Nova é um distrito e uma região administrativa (regional) de Belo Horizonte. Este nome provém do bairro central homônimo, que abriga um movimentado centro econômico e social. Essa região é conhecida há mais de cem anos por ser um dos principais caminhos para o norte de Minas Gerais e do Brasil. Antigamente era conhecida também como um local de bifurcação de rotas que iam para o norte e para o oeste do estado. Atualmente, é reconhecida por seu tradicional "Baile da Saudade," pelas manifestações culturais (miami, funk carioca, disco, rap) que eram vivenciadas nas "Quadras do Vilarinho" , pelo Centro Cultural de Venda Nova, pela histórica Rua Padre Pedro Pinto com suas casas quase centenárias, pela Colônia de Férias do SESC (que recebe grandes eventos, como por exemplo seleções da Copa do Mundo FIFA 2014), pelo moderno Shopping Estação, que possui o cinema da maior rede de cinemas da América Latina (Cinépolis),  pela heptacampeã Escola de Samba GRES Acadêmicos de Venda Nova, pelo humorista Geraldo Magela, pelo clube de futebol Venda Nova FC, pela Catedral Cristo Rei (a Igreja-Mãe da Arquidiocese de Belo Horizonte) e pela moderna Cidade Administrativa de Minas Gerais, o que faz do Distrito de Venda Nova a Sede do Poder Executivo do Estado de Minas Gerais (os poderes Legislativo e Judiciário de Minas Gerais encontram-se no Distrito-sede de Belo Horizonte). O grande crescimento que esse distrito vem desenvolvendo nos últimos anos fez nascer um termo que aponta para novos tempos na região e nas cidades ao norte: "O Vetor Norte de BH".
Uma das principais via de acesso em Venda Nova é a Avenida Vilarinho que liga a região às avenidas Pedro I/Antônio Carlos e Cristiano Machado, que ligam ao centro da capital mineira. Outra importante via da região é a rua Padre Pedro Pinto, que leva o nome dum sacerdote católico romano e importante personalidade na região (O primeiro padre de Belo Horizonte a dirigir um veículo).

## História
O Distrito de Venda Nova pertence a Belo Horizonte, tendo sido contemporâneo do distrito de Curral Del Rey, quando ambos pertenciam à Vila de Sabará, importante cidade do Ciclo do Ouro. Pertenciam também à Vila de Sabará vários municípios, como Ribeirão das Neves, Contagem, Vespasiano, Santa Luzia, Lagoa Santa, Betim, Esmeraldas, Nova Lima, etc. Todos os municípios que hoje formam a Rede Metropolitana de Belo Horizonte, e outros mais, desenvolveram-se em terras pertencentes a Sabará, primeira e mais importante cidade da região até 'a construção da nova capital, Belo Horizonte. Todas essas localidades emanciparam-se aos poucos, tornando-se municípios. Segundo a tradição oral, o povoado local completou 300 anos em 2011, tendo-se iniciado em 1711 como pouso de tropeiros que por aqui passavam com gado e mercadorias vindos da Bahia, seguindo o Rio São Francisco e depois o Rio das Velhas para abastecerem de mantimentos a região das minas de ouro através da atual rua Padre Pedro Pinto.

### O distrito de Venda Nova e sua relação histórica com Belo Horizonte[2]

#### Assimetrias sociais e políticas: identidades em formação
Venda Nova surge, no século XVIII, a partir de um ponto de parada dos “caixeiros viajantes” que transitavam entre as “minas” e as “gerais”, entre o sul do estado e o norte do estado. Tal parada se situava numa área que primeiramente foi uma sesmaria, mas que, com o passar dos anos, e as divisões territoriais comuns na época, teve condições de se constituir em um povoado. O território da antiga sesmaria se transformaria em uma região de atuação de uma elite rural, abrangendo as terras ao norte do ribeirão Pampulha ou do Onça[1], e as terras das microbacias dos córregos Vilarinho, Serra Verde, Isidoro, Nado e Onça, o que posteriormente se tornou um distrito (Paiva, 1992). O distrito de um modo geral detinha peso político (nessa época e até meados do século XX), pois elegia representantes junto às sedes, tinham direito a sediar campanhas de Ordenança (policiamento), tinha igreja, padre, juiz... Tinham enfim, uma respeitável organização (Lisboa, 1996), permeada por tensas relações de poder.
As famílias que compunham as elites do distrito de Venda Nova, durante os dois primeiros séculos, não fogem à regularidade encontrada por Dulci (1999). Tampouco escapam das constatações de Ribeiro (1997), sendo que para se constituírem como elites, elas necessitavam de uma área de atuação e influência, uma região onde poderiam estruturar relações sociais de poder. Para tais elites, ser vendanovense era defender o território, as tradições e as estruturas existentes no distrito que possibilitavam a perpetuação do status quo local. Provavelmente, o coronelismo e o clientelismo de massas (Dulci, 1999, p. 125) foram as formas de dominação mais comuns das elites do distrito de Venda Nova até meados do século XX. Para tal elite legitimar seu poder, a identidade vendanovense é fundamental, pois a mesma cria uma exclusividade, um campo específico de influências, reforçado pelas tradições, e pelo sentimento de enraizamento à territorialidade concreta.

#### A consolidação de uma identidade cultural e política local
Durante quase trezentos anos o Distrito de Venda Nova pertenceu, administrativamente a Sabará, ao Curral D’el Rey, a Santa Luzia e até a Campanhã  (atual Justinópolis, distrito de Ribeirão das Neves). A região, por ser um carrefour de rotas tropeiras, tinha não apenas importância política, como visto acima, mas também comercial e religiosa. Do século XVIII, encontram-se documentos que atestam solicitações  para instalação de vendas na região (Silva, 2000, p. 9). Por outro lado, em 1787 é enviada à rainha de Portugal, Dona Maria I, uma carta solicitando a “autorização para erguer, em Venda Nova, uma capela de invocação a Santo Antônio de Lisboa” (Silva, 2000, p. 9):
"Queixão ce a Vossa Magestade Fidelíssima os moradores do arraial de Venda Nova, Freguesia do Curral D’el Rey, Comarca de Sabará, que padesendo de grande necessidade de pasto espiritual (...) Se animaram a mandar pedir  a Vossa Magestade em nome do glorioso Santo Antônio a licença para fazer ali a sua obra que todos os moradores querem. (Arquivo Público Mineiro apud Silva, 2000, p. 9)."
Esse aspecto evidencia a importância da religiosidade para a comunidade, ainda em formação cultural e identitária, nos idos do século XVIII. Já no início do século XIX constrói-se, num terreno doado, uma capela ao padroeiro da localidade. Anos mais tarde, é erguida a Igreja Matriz de Santo Antônio, que se tornará um elemento cultural fundamental para a tradição local.
Ao longo do Brasil Império, Venda Nova floresce. Pequenos comércios começam a surgir na região onde predominam pequenas e médias propriedades. O próprio nome do lugar, “Venda Nova”, deriva das vicissitudes comerciais ocorridas aí. Segundo o “mito fundador” local, uma construção de uma venda maior e mais aprazível, em comparação a uma venda velha que existia no arraial, faz com que todos, moradores e viajantes, passassem a expressar algo como “vamos lá na venda nova”, sempre quando se referiam à localidade. Com essa referencia, logo os habitantes apropriaram-se da ideia de que eles moravam na região da venda nova.
Todo esse território vendanovense esteve dentro da comarca de Sabará. Nas suas origens, estivera vinculado à freguesia do Curral d’El Rey. Em 1868, há uma mobilização para que o arraial passasse à categoria de freguesia, o que foi concretizada através de uma lei. Tal mobilização já revelava as articulações políticas da localidade, que visavam os “benefícios advindos da criação de cargos para a administração da Freguesia de Venda Nova” (Silva, 2000, p. 10). A instalação de um Corpo de Ordenanças da Guarda Nacional no local já mostrava a relevância política da região (Silva,
2000, p. 10).
"Nos fins do século XIX, Venda Nova já não fazia parte do Curral d’El Rey (que passara a se chamar Bello Horisonte no início da década de 1890). Mas, com a construção da Nova Capital de Minas Gerais no arraial belorizontino, propõe-se que Venda Nova passe a integrar o território da Cidade de Minas (Belo Horizonte)."
No início, a mudança da capital para Belo Horizonte não havia mudado a rotina do distrito vendanovense e de sua população. Mas pouco tempo depois chegavam à localidade os primeiros expulsos do antigo Curral d’El Rey, impedidos de residir na nova sede estadual. Segundo relato apresentado por Silva (2000, p. 12), grande parte da população expulsa pela Comissão Construtora de Aarão Reis chegou em Venda Nova “com a morte n’alma, vendo esboarem-se as suas ilusões, destruídas como um brinco às mãos infantis da Capital sonhada” (Fóscolo apud Silva, 2000, p. 12).
Nas primeiras décadas do século XX, a região de Venda Nova é considerada distrito da capital Belo Horizonte. Os percursos à nova cidade eram feitos por muitos vendanovenses nos lombos dos animais, através da estrada de Venda Nova, que passava pela Pampulha e Lagoinha (essa estrada foi transformada nas avenidas “Antônio Carlos” e “Pedro I”), a partir de finalidades laborais, comerciais, ou mesmo culturais. Há vários relatos de vendanovenses que iam à Belo Horizonte da “intra-Contorno” (região interna da Avenida do Contorno) para trabalhar, se divertir (no teatro, cinema, parque, etc) ou comprar suprimentos para as vendas da Rua Direita de Venda Nova.
Nesse período, a “vida cotidiana vai estar intimamente ligada às ações [dos] grupos de lideranças” (Silva, 2000, p. 12). Algumas dessas lideranças fundam o  PPVN - Partido Progressista de Venda Nova - em 1933. Toda uma série de empreendimentos são implantados na região a partir da atuação dessas lideranças políticas, e de outras lideranças religiosas, culturais e sociais: um grupo escolar, eletrificação na parte central, a “criação de um time de futebol, da corporação musical” (Silva, 2000, p. 12), fortalecendo a identidade local. Nos relatos colhidos por Silva (2000), também se pode constatar a riqueza cultural que circulava nessa Venda Nova no início do século passado. É nessa época que são fundados o “Cine São Pedro”, ponto de encontro dos vendanovenses, e a “Companhia Teatral Leopoldo Fróes”. Aqueles que não tinham condições de ir à Belo Horizonte para assistir uma peça ou um filme, eram presenteados na própria localidade. A renda dessas apresentações era revertida para as associações da comunidade (Silva, 2000, p. 22). Ir a esses eventos era participar do ritual vendanovense, compartilhando dos valores, costumes e da identidade local.
As bandas de músicas também foram elementos novos da identidade cultural vendanovense, surgidos nesse momento histórico e logo incorporados à vida do distrito. A Corporação Musical de Santo Antônio tocava em toda Venda Nova, em festejos e celebrações religiosas, como a do “levantamento da bandeira de São Geraldo, bandeira do Sagrado Coração de Jesus, depois do Santo Antônio, a processão do Santíssimo” (Silva, 2000, p. 23). Já a Orquestra Marabá, formada por jovens vestidos com trajes sociais, tocavam nos bailes e festas da região. Se a identidade vendanovense nessa época ainda era profundamente permeada pelo catolicismo que ditava os ritmos e rituais da comunidade, vê-se os primeiros grupos protestantes aparecerem. No início, foram duas famílias que se reuniam em uma casa. Posteriormente ergueram a Igreja Metodista (Silva, 2000, p. 35), pequena edificação no estilo art déco na rua Direita, a poucos metros da Igreja Matriz.
Esse detalhe arquitetônico da Igreja Metodista, o art déco, também é encontrado em outras construções da região, como o Cine São Pedro (ver foto acima) e várias casas da rua Direita. Mesmo que o distrito estivesse afastado do centro da capital, tendo a sua vida própria, tal condição não impedia que se trouxesse, para seu ambiente construído, os ecos de um estilo em voga nos grandes centros urbanos brasileiro. Isso mostra tal grau de penetração dos estilos arquitetônicos no início do século XX.
Toda essa efervescência cultural em Venda Nova e sua conexão com a capital, porém, não são muito relevantes para os jogos políticos da capital e do estado. Em 1938, o distrito vendanovense passa a pertencer a Santa Luzia, deixando Belo Horizonte sem boa parte de seu território norte . E isso em um momento em que o processo de urbanização e loteamento já atingia o território limítrofe entre o distrito-sede de Belo Horizonte e o distrito de Venda Nova, conforme apontam mapas da década de 1940.

#### A anexação definitiva à Capital e a metropolização
Em 1948, Venda Nova foi desmembrado de Santa Luzia e anexado definitivamente à Belo Horizonte pela lei Estadual Nº 336 de 27 de Dezembro, atendendo reivindicação da comunidade local. Essa reivindicação, mais uma vez, faria uso da identidade local para fins políticos e, talvez, não tão comunitários como em outros momentos. Um caso para ilustrar a utilização da identidade vendanovense está presente no discurso do influente político local Armindo Caixeta, na época do desmembramento de Venda Nova do município de Santa Luzia:
a minha índole é de verdadeiro democrata, e por isso acho que a opinião do povo deve ser respeitada”.(...) [Pois foi ] um compromisso assumido com o laborioso povo vendanovense. O nosso movimento ... (...) é um compromisso assumido com o povo de Venda Nova e com o prefeito Otacílio Negrão de Lima, que é favorável ao desmembramento. (Jornal Estado de Minas, fev/48).
Para o prefeito Otacílio Negrão, porém, tal anexação tinha um objetivo certo: aumentar o território belorizontino para abrigar a população migrante de baixa renda (principalmente) que chegava em número cada vez maior. O crescimento acelerado da urbe – em grande parte resultado do processo de industrialização da faixa que vai do sudoeste belorizontino a Contagem – faz com que a capital mineira, seja concebida como uma supracidade, portadora de várias cidades-satélites em seu interior. No primeiro artigo do projeto de anexação, se diz que foram “estudadas as bases para anexação ao município de Belo Horizonte, do Distrito de Venda Nova, para que nele se construa a futura cidade-satélite” (Silva, 2000, p. 13). E essa “cidade vendanovense” seria essencialmente uma “cidade popular”, de acordo com o Relatório de 1948 do prefeito Otacílio:
Belo Horizonte não tem possibilidades de oferecer os serviços de infra-estrutura demandados pela população crescente. Esta é a razão principal porque entendemos ser necessário criar as cidades satélites ao redor da cidade. O Barreiro está destinado a ser a cidade satélite agrícola. A Cidade Industrial a meio caminho do Barreiro e de Belo Horizonte será o centro fabril, temos como cidade de turismo e diversão a Pampulha. Venda Nova constituirá um belo centro residencial, uma verdadeira cidade popular. (Silva, 2000, p.13)
A anexação a Belo Horizonte seria mais um capítulo da história dessa comunidade, e não o ponto final. Pois a reincorporação à capital, diferentemente da primeira reincorporação, ocorrida meio século antes, impulsionou o loteamento acelerado das fazendas que existiam na região, comprados por migrantes da capital sem outra opção de moradia (Silva, 2000, p. 13). O acúmulo de problemas fará com que alguns moradores mais influentes e tradicionais do distrito se mobilizassem social e politicamente.
O ponto culminante dessa mobilização e, olhando para a história, dessa identidade vendanovense, será quando em 1962, é proposta a emancipação do distrito de Venda Nova. Vale ressaltar que entre os emancipacionistas estão o pároco vendanovense e políticos, como o próprio Armindo Caixeta. A religiosidade mais uma vez é chamada nesse momento da história local. Todavia, entre debates e manifestos em prol do futuro vendanovense, vence o tom conservador de algumas elites locais e políticos vinculados à Belo Horizonte, e o distrito não obtém a emancipação. Nas décadas seguintes, assiste-se ao crescimento exógeno do distrito. Uma breve análise nos mapas de Belo Horizonte e de Venda Nova ao longo do século XX aponta para o avanço da mancha urbana do distrito-sede da capital sobre o distrito vendanovense e sobre outras cidades circunvizinhas. Os dados populacionais de Venda Nova são claros quanto a isso: Entre o início e meados do século passado, o número de habitantes da comunidade passou de aproximadamente 2 mil para 5 mil pessoas. Duas décadas depois, a população do distrito já ultrapassa 100 mil, chegando, ao fim do século, a números próximos a meio milhão de pessoas.
A partir da década de 1960, com a intensificação do processo de metropolização, o que se tem no distrito de Venda Nova são duas realidades distintas: uma realidade que vai crescendo irradiando a partir do núcleo histórico, onde os moradores dos bairros adjacentes ao centro de Venda Nova ainda compartilharão dos elementos que compõem a identidade vendanovense, como as missas e celebrações da Igreja Matriz, o lazer no córrego Vilarinho, as compras na rua Padre Pedro Pinto (antiga rua Direita), os jogos do time de Venda Nova, os estudos na Escola Santos Dumont, etc; e outra realidade que, indiferente ao núcleo distrital, cresce voltada para o centro de Belo Horizonte ou outros polos da capital, como a Pampulha. Na década de 1970, a Prefeitura da capital mineira, tendo em vista a particularidade dessa região, cria uma administração específica para aí intervir. Como um desdobramento daquela concepção de “cidade-satélite”, a ideia da “Administração Regional” vai propiciar aos habitantes vendanovenses a experiência da “subprefeitura”, tão forte que até hoje ecoa nas fala de muitos moradores da região. Posteriormente, porém, a concepção de “Administração Regional” será instrumentalizada para regionalizar a capital em nove partes, ignorando as divisões distritais existentes. O território de Venda Nova será recortado em duas partes: “Administração Regional Venda Nova” e “Administração Regional Norte”, embora juridicamente o território ainda permaneça indiviso, com seu cartório sediado até hoje na Rua da Matriz, no centro histórico da região. Como essa regionalização perdura até os dias atuais, muitos moradores da Regional Norte não se consideram habitantes de Venda Nova. Isso certamente seria diferente se os intentos emancipatórios de alguns políticos locais, já na reabertura política dos fins de 1980 e na onda de emancipações ocorridas em Minas Gerais nessa época, tivessem obtido êxito. Durante alguns anos entre 1989 e início da década seguinte, tramitou na Assembleia Legislativa um projeto de lei para a emancipação do distrito de Venda Nova. O projeto foi reprovado e arquivado, ratificando mais uma vez a anexação realizada há 50 anos.
Os avanços metropolitanos fizeram com que, nos fins do século passado, as duas “realidades distintas” acima descritas se fundissem e o distrito tivesse 4/5 de seu território urbanizados. Apenas a área denominada Granja Werneck ainda não teve seu terreno loteado ou transformado em equipamento urbano. O desenvolvimento da localidade nas últimas décadas, com as obras viárias e de urbanização, a instalação de grandes estabelecimentos comerciais e o anúncio da construção da Catedral metropolitana, associados às comemorações dos 300 anos do distrito, fizeram com que a identidade vendanovense voltasse a ser utilizada em discursos ora culturais, ora políticos, contudo com uma reverberação menor que outrora. Apesar desses pequenos avanços, a região ainda carece de muitas obras e investimentos municipais, pois grande parte de sua população é de renda baixa, constituindo uma grande periferia da metrópole belorizontina.
Para finalizar, vale ressaltar que talvez um dos maiores acontecimentos do distrito em toda a sua história, e motivo de orgulho para muitos vendanovenses de todas as idades, foi a transferência da Sede Administrativa de Minas Gerais de Belo Horizonte (distrito-sede) para o distrito de Venda Nova. Segundo alguns vendanovenses, tal fato se traduz em uma frase: o distrito mineiro que atualmente sedia o Poder Executivo de Minas Gerais é Venda Nova.

## Faculdades
- Faculdade Leonardo da Vinci - UNIASSELVI
- Centro Universitário Uninter
- FGV Fundação Getúlio Vargas (Pós-graduação)
- FAMINAS (Faculdade de Minas)
- Faculdades Pitágoras
- Faculdade IBHES/FACEMIG
- IBS Business School de Minas Gerais
- Faculdades Kennedy
- Instituto Metodista Izabela Hendrix
- Una
- Faculdade SENAC

## Centros Culturais
- Centro Cultural de Venda Nova (Distrito e Regional Venda Nova)
- Centro de Referência da Cultura Popular e Tradicional Lagoa do Nado
- Centro Cultural São Bernardo
- Centro Cultural Zilah Spósito

## Shopping
- Shopping Norte
- Shopping Estação BH
- Cidade Administrativa Shopping
- Shopping Uai (Antigo Shopping O Ponto)

## Parques
- Parque Fazenda Lagoa do Nado (Distrito Venda Nova e Interregional)
- Parque Serra Verde
- Parque Alexander Brandt
- Parque do Conjunto Habitacional Lagoa
- Parque de Lazer Jardim Leblon
- Parque Ecológico José Lopes dos Reis (Av. Baleares, Bairro Europa)
- Parque Ciliar do Capão - Núcleo Manuelzão -

## Escola de Samba
- O GRES Acadêmicos de Venda Nova é uma recente, mas vitoriosa Escola de Samba de Belo Horizonte. Em 20 anos de atuação a serem completados em 2024 (sua estreia foi em 2005), foram 7 títulos de CAMPEÃ (2008, 2009, 2014, 2015, 2017, 2019, 2023), 6 vices campeonatos (2005, 2006, 2010, 2013, 2016, 2020), dentre outras colocações. O título de HEPTAcampeã finalmente veio em 2023, quando a Acadêmicos de Venda Nova apresentou o enredo "África mãe ancestral dos impérios gloriosos", um desfile repleto de africanidades, seus povos e impérios. Como destaque, no desfile de 2014, os Acadêmicos de Venda Nova conquistaram 8 dos 10 prêmios de excelência nas categorias avaliadas, dentre elas bateria, fantasias e samba-enredo. Sua sede é no bairro São João Batista, em Venda Nova. Suas redes sociais http://instagram.com/academicosvendanova e http://facebook.com/academicosdevendanova .

## Futebol
- O Venda Nova Futebol Clube e única equipe futebolística profissional de Venda Nova que joga a terceira divisão do Campeonato Mineiro. No entanto, encontramos várias outras equipes amadoras e de várzea na região.

## Religião
- Venda Nova possui duas religiões predominantes: católica e protestante, porém possui também várias casas de religiosidade afro-brasileira como: Candomblé e Umbanda dentre outras.

## Cemitérios
- Cemitério-Parque Bosque da Esperança
- Cemitério da Consolação

## Estações BHBUS/MOVE
Estações de integração:
- Estação Venda Nova
- Estação Vilarinho

Estações de transferência:
- Estação Candelária
- Estação Minas Caixa
- Estação Quadras do Vilarinho
- Estação UPA Venda Nova
- Estação Cristiano Guimarães
- Estação Planalto
- Estação São João Batista
- Estação Lagoa do Nado
- Estação Montese
- Estação Monte Castelo

## Estação de Metrô
- Estação Terminal Vilarinho
- Estação Floramar
- Estação Waldomiro Lobo
- Estação 1º de Maio

## Lista de bairros
HBBA região da Venda Nova, em Belo Horizonte possui um total de 42 bairros:
- Apolônia
- Canaã
- Candelária
- Cenáculo
- Conjunto Minascaixa
- Conjunto Serra Verde
- Copacabana
- Europa
- Evereste
- Flamengo
- Jardim Ana Lúcia
- Jardim dos Comerciários
- Jardim Leblon
- Juliana
- Lagoa
- Kátia
- Lagoinha Leblon
- Laranjeiras
- Letícia
- Mantiqueira
- Maria Helena
- Minas Caixa
- Nossa Senhora Aparecida
- Nova América
- Parque São Pedro
- Piratininga
- Rio Branco
- Santa Mônica
- São João Batista
- Serra Verde
- Universo
- Várzea da Palma
- Venda Nova
- Vila Canto do Sabiá
- Vila Copacabana
- Vila dos Anjos
- Vila Jardim Leblon
- Vila Mantiqueira
- Vila Piratininga Venda Nova
- Vila Santa Branca Primeira Seção
- Vila Santa Branca Segunda Seção
- Vila São João Batista
- Vila Satélite
- Vila SESC